# Bambi-Verleihung 1962
Die 14. Bambi-Verleihung fand am 13. Mai 1962 in der Schwarzwaldhalle in Karlsruhe statt. Die Preise beziehen sich auf das Jahr 1961.

## Die Verleihung
Die Bambis für die beliebtesten Schauspieler waren die gleichen wie im Vorjahr. In den nationalen Kategorien gewannen Ruth Leuwerik (vor Liselotte Pulver und Nadja Tiller) und O. W. Fischer (vor Heinz Rühmann und Peter van Eyck) bereits das vierte Mal hintereinander und das fünfte Mal insgesamt die beiden Preise. Die internationalen Kategorien gingen wieder an Sophia Loren (vor Gina Lollobrigida, Doris Day und Elizabeth Taylor) und Rock Hudson (vor Anthony Perkins und Charlton Heston). Erstmals nahm Rock Hudson den Bambi persönlich entgegen, dafür fehlte O. W. Fischer. Die Bambis für die Verdienten Künstler gingen an Paula Wessely und Heinz Rühmann, die Nachwuchsbambis an das spätere Ehepaar Götz George und Loni von Friedl.
1962 war die letzte Bambi-Verleihung, bei der Karl Fritz die Leitung hatte. Ende 1962 verkaufte er die Zeitschrift Film-Revue an Franz Burda. Danach wurden die Bambi-Verleihungen von Burda organisiert.

## Preisträger
Aufbauend auf der Bambidatenbank.

### Künstlerisch wertvollster deutscher Film
Bernhard Wicki für Das Wunder des Malachias

### Wirtschaftlich erfolgreichster internationaler Film
Die Wahrheit

### Wirtschaftlich erfolgreichster deutscher Film
Liselotte Pulver für Das Spukschloß im Spessart

### Nachwuchsschauspieler
Götz George

### Nachwuchsschauspielerin
Loni von Friedl

### Schauspieler International
Rock Hudson

### Schauspielerin International
Sophia Loren

### Schauspieler National
O. W. Fischer

### Schauspielerin National
Ruth Leuwerik

### Verdiente Künstlerin des deutschen Films
Paula Wessely

### Verdienter Künstler des deutschen Films
Heinz Rühmann